# Susannah Spurgeon

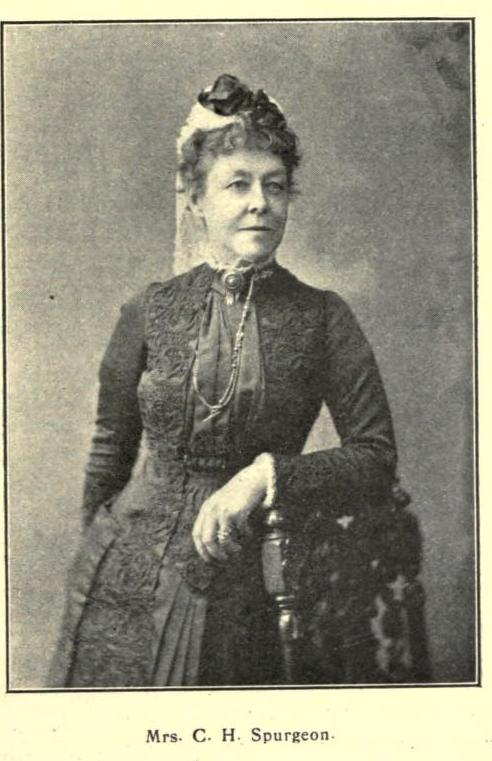
Susannah Spurgeon (Vida de Charles Haddon Spurgeon por William Young Fullerton)

Susannah Spurgeon (nascida Susannah Thompson; 15 de janeiro de 1832 – 22 de outubro de 1903) foi uma escritora britânica e mulher do pastor batista Charles Haddon Spurgeon.
Aos 8 de janeiro de 1856, Susannah Thompson casou-se com Charles Haddon Spurgeon. Da união, nasceram os gêmeos, Charles e Thomas, nascidos em 20 de setembro de 1856.
Susannah tinha problemas de saúde de natureza ginecológica, tendo sido operada pelo Dr.James Young Simpson em 1869. Passou grande parte do resto de sua vida como inválida.
É conhecida pelo seu apoio incondicional ao ministério pastoral do Pr. Charles H. Spurgeon, seu marido, bem como que pelo Fundo de Livros que ela criou em 1875, por meio do qual, na época de sua morte, duzentos mil (200.000) livros teológicos foram distribuídos a pastores necessitados. Ela escreveu vários livros, começando com Dez anos da minha vida a serviço do fundo do livro (1886). Ela também atuou como coeditora e principal colaboradora da Autobiografia de seu marido.
Ray Rhodes Jr. argumenta que todo o seu trabalho surgiu do “compromisso de Susie em trabalhar para a glória de Deus, o bem de muitos e a promoção do legado de seu marido”.